# 梅伍德 (新澤西州)
梅伍德（英語：Maywood）是位於美國新澤西州伯根縣的自治市鎮。

## 人口
根據2020年美國人口普查的數據，梅伍德的面積為3.34平方千米，當中陸地面積為3.33平方千米，而水域面積為0.01平方千米。當地共有人口10080人，而人口密度為每平方千米3,018人。